# IBM 3270 PC
L'IBM 3270 PC (modello 5271), commercializzato dal mese di ottobre del 1983 al 1987, fu un personal computer di IBM derivato dal PC XT, rispetto al quale presentava componenti addizionali che permettevano di emulare il terminale IBM 3270. Grazie a queste caratteristiche poteva essere utilizzato sia come computer a sé stante, sia come terminale di un mainframe.
Successivamente IBM presentò il 3270 AT (modello 5281), simile nelle funzioni ma basato su un PC AT.

## Hardware
L'hardware che impostava il computer come emulatore del terminale 3270 era composto da diverse schede aggiuntive. La prima era un'interfaccia grafica composta da 1 a 3 schede video, da alloggiare in altrettanti slot ISA, a seconda del livello di supporto grafico desiderato: con la prima scheda si aveva il supporto per la sola modalità monocromatica MDA a 25×80 caratteri/72×350 pixel; la seconda offriva la stessa risoluzione della precedente ma in modalità grafica ad 8 colori CGA; la terza scheda permetteva l'uso di font di caratteri personalizzabili (solo in modalità emulazione 3270).
Un'altra scheda di espansione permetteva di collegare la tastiera a 122 tasti del terminale 3270 così da convertire i codici di questa e trasformarli in codici XT che poi erano spediti al connettore per la tastiera di serie del computer.
L'ultima scheda forniva l'interfaccia necessaria a comunicare con il mainframe.

## Modelli
- 3270 PC (modello 5271): questo è il 3270 PC originale.
- 3270 PC/G: un 3270 PC con grafica migliorata e supporto per il mouse.
- 3270 PC/GX: supporto grafico avanzato; monitor a 19" a colori o monocromatico.
- 3270 AT (modello 5281): simile al 3270 PC ma basato sul modello AT.
- 3270 AT/G: simile al 3270 PC/G ma basato sul modello AT.
- 3270 AT/GX: simile al 3270 PC/GX ma basato sul modello AT.